# Барбьери, Джузеппе
Джузеппе Барбьери (итал. Giuseppe Barbieri; 2 декабря 1777, Верона — 10 января 1838, Верона) — итальянский архитектор и инженер. Неоклассицист.

## Биография
Он был учеником Луиджи Трецца (Luigi Trezza) и Бартоломео Джулари (Bartolomeo Giulari). Получил диплом инженера и архитектора около 1800 года в Вероне. Его приверженность к архитектуре классицизма была предопределена изучением построек Андреа Палладио и Винченцо Скамоцци.
В 1808 году Барбьери поручили составить проект завершения дворца Гран-Гуардиа (Gran Guardia), позднее переименованного в его честь в Палаццо Барбьери, в котором ныне размещается муниципалитет Вероны. Он также разрабатывал перепланировку некоторых важных городских улиц.
Среди других построек Джузеппе Барбьери — дворец Пальмарини на улице Сан-Фермо; дом Беретта в Сан-Себастьяно. В Вероне, начиная с 1816 года, Барбьери проектировал Монументальное кладбище (Cimitero Monumentale) с пропилеями, колоннадами и церковью с куполом. За пределами Вероны Барбьери завершил приходские церкви Пойано (1823—1830) и Кальдьеро (1831—1836) — дань традициям эпохи Высокого Возрождения — и многие другие постройки.
В качестве городского инженера он руководил работами по реконструкции площади Пьяцца Бра и прилегающей городской застройки. Он также занимался церковной архитектурой, завершив фасад церкви Сан-Себастьяно, колокольни церквей Сан-Лоренцо-ин-Пескантина, святых Петра и Павла в Пойано, Сан-Мартино-Весково в Авесе и колокольню в Сан-Микеле Экстра.
Его главное произведение — Палаццо дель Муниципио ди Верона (Рalazzo del Municipio di Verona, 1838—1840).